# 1980 في تونس
فيما يلي قوائم الأحداث التي وقعت خلال عام 1980 في تونس.

## سياسة

### تعيين في المنصب
- 15 أبريل – حسان بلخوجة وزير الشؤون الخارجية.

### انتهاء فترة المنصب
- 23 أبريل – الهادي نويرة رئيس حكومة تونس.

## أفلام
من الأفلام التي صدرت هذه السنة في تونس:
- 1 يناير – عزيزة من إخراج عبد اللطيف بن عمار.

## مواليد

### يناير
- 13 يناير – درة ممثلة تونسية حاصلة على الجنسية المصرية.

### أبريل
- 10 أبريل – بلطي رابر تونسي.

### مايو
- 2 مايو – الأسعد الورتاني لاعب كرة قدم تونسي.
- 24 مايو – ألفة الشارني لاعبة رماية تونسية.
- 31 مايو – مبروكة مبارك سياسية من تونس.

### يونيو
- 5 يونيو – حمدي مخلوف
- 18 يونيو – جاسر حاج يوسف

### يوليو
- 10 يوليو – مروان العريان ممثل تونسي.

### أغسطس
- 16 أغسطس – رضوان سليمان لاعب كرة سلة تونسي.